# Arrows A10
La Arrows A10 è una vettura di Formula 1 impiegata dalla Arrows nelle stagioni 1987 e 1988. 

## Contesto e sviluppo
A seguito dell'annuncio ufficiale del ritiro da parte della BMW alla fine della stagione 1986, il proprietario del team Jackie Oliver (con il supporto dello sponsor principale USF&G) negoziò un accordo per la fornitura dei motori BMW 4 cilindri turbo, ribattezzati Megatron (dal nome di una sussidiaria della USF&G) e revisionati dal motorista svizzero Heini Mader, che fu in passato meccanico di Jo Siffert.
Per la stagione 1987 fu imposta l'installazione sui motori turbo di una valvola pop-off, omologata dalla FIA, e la pressione di sovralimentazione ridotta fino a 4 bar (in precedenza la pressione di sovralimentazione era libera, anche se in genere non si superavano i 5,6 bar).; inoltre fu imposto il limite di 180 litri di carburante in gara. La potenza dei motori era stimata ad oltre 1.000 CV in qualifica e circa 850 CV in gara.

## Carriera agonistica

### 1987
Durante la stagione il team ebbe costantemente problemi con la valvola pop-off, che interveniva ben al di sotto dei 4 bar sia in qualifica che in gara; nella gara di apertura in Brasile, Warwick riferì che la valvola pop-off limitava la pressione a 3,5 bar, a volte addirittura a 2,6 bar (con una perdita di potenza stimata in circa 200CV). La situazione non migliorò con il passare delle gare. Senza le risorse tecnologiche e finanziarie di motoristi come Ferrari o Honda, Mader impiegò tutta la stagione 1987 e buona parte del 1988 prima di trovare una soluzione.
La coppia di piloti era formata dall'inglese Derek Warwick e dall'americano Eddie Cheever. Il primo colse 3 punti con un quinto posto nel Gran Premio di casa a Silverstone ed un sesto in Ungheria, mentre il secondo segnò 8 punti con due quarti posti (in Belgio e in Messico) e due sesti (a Detroit e in Portogallo).
Il team totalizzò 11 punti, piazzandosi al settimo posto del mondiale costruttori, un passo in avanti rispetto al decimo posto ottenuto nella stagione precedente.

### 1988

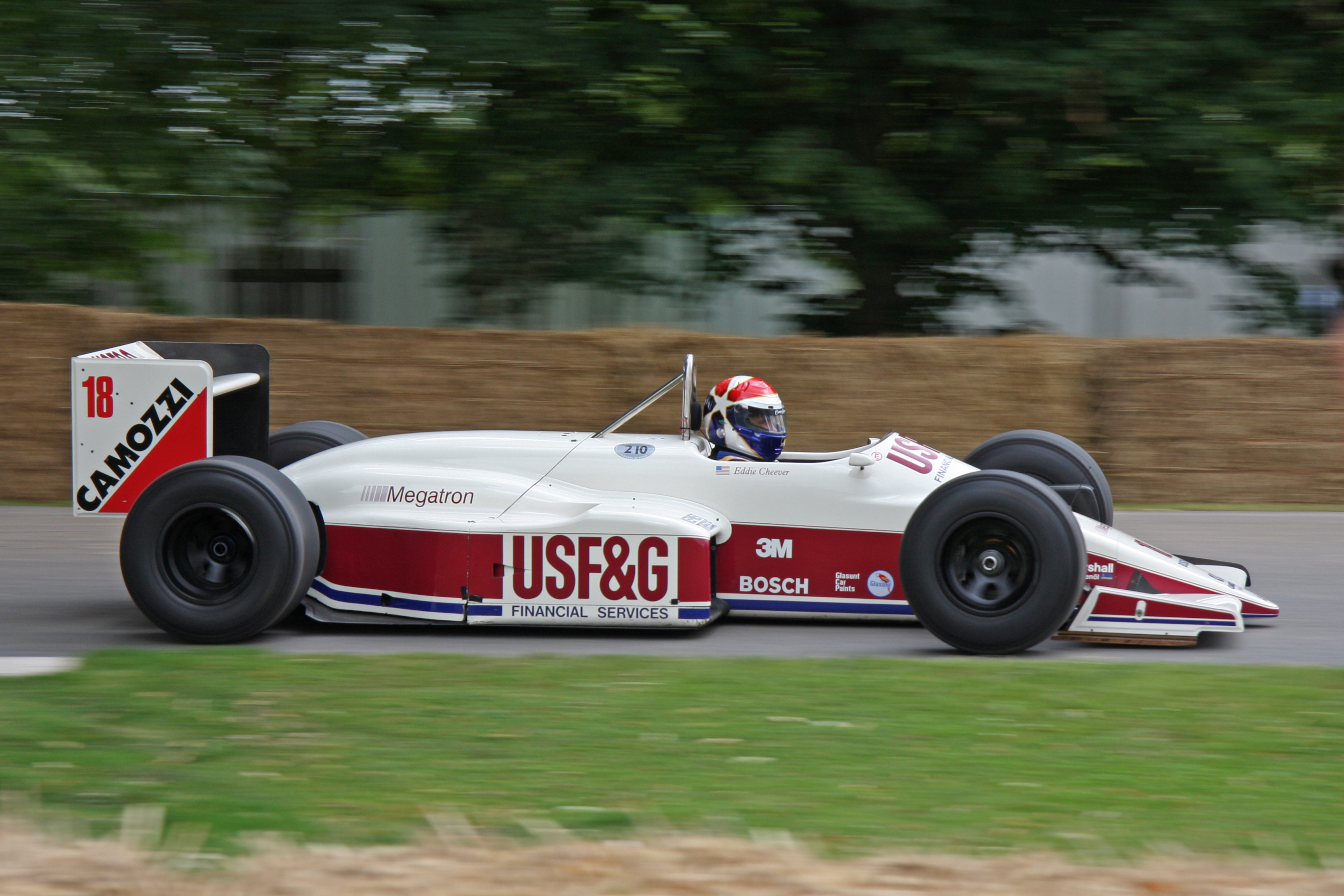
Eddie Cheever su A10B al Festival di Goodwood 2008

Per la stagione successiva la vettura ricevette aggiornamenti alle sospensioni e all'aerodinamica; fu quindi ribattezzata A10B. Il team continuò ad utilizzare il Megatron turbo, mentre la maggior parte delle squadre passò ai motori aspirati da 3,5 litri, in preparazione al divieto di utilizzo dei motori turbo a partire dalla stagione 1989. I piloti Warwick e Cheever furono confermati.
Per la stagione 1988 furono imposte ulteriori restrizioni ai motori turbo: la pressione fu ridotta da 4 a 2,5 bar ed i litri di carburante da 195 a 150. Con i nuovi regolamenti il Megatron sviluppava circa 649 CV, una potenza comunque superiore agli aspirati. Tuttavia i problemi con la valvola pop-off non erano stati risolti; la pressione di sovralimentazione veniva tagliata a 2,3 bar o addirittura meno, sia in qualifica che in gara (si stimò che ogni 0,1 bar perso equivaleva a circa 20 CV in meno), rendendo la vita difficile ai piloti nei confronti degli aspirati in dotazione alla Benetton, alla Williams e alla March, ancor di più nei confronti dei turbo Ferrari e Honda.
Fu solo alla vigilia del Gran Premio d'Italia che Heini Mader riuscì a risolvere il problema, che si scoprì essere la valvola pop-off montata in posizione troppo elevata, con conseguente minor potenza. Riposizionando la valvola pop-off più vicina al motore, Mader permise finalmente ai piloti di sfruttare tutta la potenza del 4 cilindri turbo e di avvicinarsi alla parte alta dello schieramento.
Il team si piazzò al quarto posto nel campionato costruttori, con 23 punti, segnando il miglior risultato nella sua storia. Warwick e Cheever conquistarono rispettivamente 17 e 6 punti, terminando la stagione rispettivamente all'ottavo e al dodicesimo posto in classifica; il pilota americano mise a segno anche un podio giungendo terzo posto a Monza.

## Risultati completi
| Anno | Vettura    | Motore         | Gomme | Piloti        |     |     |     |     |     |     |     |     |   |     |     |    |    |     |    |     |  |  |  |  |  |  |  |  | Punti | Pos. |
| ---- | ---------- | -------------- | ----- | ------------- | --- | --- | --- | --- | --- | --- | --- | --- | - | --- | --- | -- | -- | --- | -- | --- |  |  |  |  |  |  |  |  | ----- | ---- |
| 1987 | Arrows A10 | Megatron L4 tc | G     | Derek Warwick | Rit | 11  | Rit | Rit | Rit | Rit | 5   | Rit | 6 | Rit | Rit | 13 | 10 | Rit | 10 | Rit |  |  |  |  |  |  |  |  | 11    | 7º   |
| 1987 | Arrows A10 | Megatron L4 tc | G     | Eddie Cheever | Rit | Rit | 4   | Rit | 6   | Rit | Rit | Rit | 8 | Rit | Rit | 6  | 8  | 4   | 9  | Rit |  |  |  |  |  |  |  |  | 11    | 7º   |

| Anno | Vettura     | Motore         | Gomme | Piloti        |   |   |     |   |     |     |     |   |    |     |   |   |     |     |     |     |  |  |  |  |  |  |  |  | Punti | Pos. |
| ---- | ----------- | -------------- | ----- | ------------- | - | - | --- | - | --- | --- | --- | - | -- | --- | - | - | --- | --- | --- | --- |  |  |  |  |  |  |  |  | ----- | ---- |
| 1988 | Arrows A10B | Megatron L4 tc | G     | Derek Warwick | 4 | 9 | 4   | 5 | 7   | Rit | Rit | 6 | 7  | Rit | 5 | 4 | 4   | Rit | Rit | Rit |  |  |  |  |  |  |  |  | 23    | 4º   |
| 1988 | Arrows A10B | Megatron L4 tc | G     | Eddie Cheever | 8 | 7 | Rit | 6 | Rit | Rit | 11  | 7 | 10 | Rit | 6 | 3 | Rit | Rit | Rit | Rit |  |  |  |  |  |  |  |  | 23    | 4º   |